# Lachenalia klinghardtiana
Lachenalia klinghardtiana är en sparrisväxtart som beskrevs av Moritz Kurt Dinter. Lachenalia klinghardtiana ingår i släktet Lachenalia och familjen sparrisväxter. IUCN kategoriserar arten globalt som livskraftig.
Artens utbredningsområde är Namibia. Inga underarter finns listade i Catalogue of Life.